# Kàtia Kabànova
Kàtia Kabànova (en txec: Káťa Kabanová) és una òpera en tres actes, amb música de Leoš Janáček sobre un llibret en txec del mateix compositor, basat en una traducció que va fer Vincenc Červinka de l'obra teatral La tempesta (1859), d'Aleksandr Ostrovski, que Janáček va situar en un poble de Rússia a principis del segle xx. El compositor va trobar la inspiració per a compondre l'òpera en el seu amor per Kamila Stösslová, a la qual està dedicada. Sovint s'ha considerat la seva primera òpera de maduresa, malgrat el fet que Janáček ja tenia 67 anys quan es va estrenar al teatre Mahen de Brno el 23 de novembre de 1921.
La publicació de l'òpera va patir moltes vicissituds, per la qual cosa n'hi ha diverses versions. František Neumann, el director de l'estrena, va fer uns canvis que es van incorporar a la primera edició de l'any 1922, d'Universal Edition. Posteriorment, el director Václav Talich va realitzar una nova orquestració de la partitura. L'any 1992, sir Charles Mackerras va publicar una edició crítica de l'òpera.
Kàtia és una dona que viu ofegada en un món que no la deixa trobar el seu propi camí, pressionada per tothom. Un matrimoni infeliç, amb sogra tirànica inclosa (Kabanikha, una dona frustrada i ressentida), fa que busqui l'amor adúlter de Borís. Però per a ella, que sempre està pregant a Déu, això és un pecat. Per això al final l'única sortida que li queda és la mort, creu que així s'acabarà el patiment. Tot i la duresa de la història, la música de Janáček es caracteritza pel gran lirisme assignat a la figura de la protagonista. És una música molt emocional i molt pròxima al text.

## Origen i context
Quan Janáček estava a punt de posar fi a la seva sisena òpera el 1921, el compositor va haver de trobar un títol per a aquesta adaptació de La tempesta d'Ostrowski. Janáček va discutir el títol amb el seu amic i editor Gustav Schmoranz, director executiu de l'Òpera de Praga, que va suggerir l'afegit del nom "Kàtia" al títol original per fer-lo més atractiu per al públic. Schmoranz també va proposar que l'òpera es representés en el Teatre Nacional de Praga en comptes del Teatre de Brno, on Janáček havia estrenat les seves obres anteriors. Fins aleshores, només L'inici d'un romanç i Jenůfa s'havien estrenat a Brno el 1893 i el 1904, mentre que Šárka i El destí estaven encara esperant una representació. L'èxit de Jenůfa el 1916 a Praga havia obert les portes del Teatre Nacional de Praga per a l'estrena de Les excursions del Sr. Brouček el 1920, que ja va dirigir Otakar Ostrčil, que substituïa a Karel Kovařovic com a director musical del Teatre de Praga després de la seva mort.

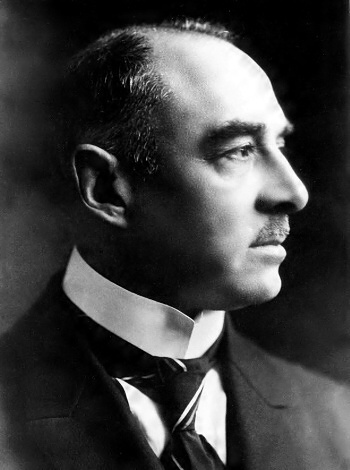
František Neumann, lleial a Janáček, va assegurar l'estrena a Brno

Janáček no confiava en la comunitat musical de la capital. En canvi, a Brno, amb la seva reputació creixent i la lleialtat i dedicació de František Neumann, sabia que una creació no seria vista com una activitat local i obligaria els crítics de música txeca de la capital a tenir-la en compte. El diari Lidové noviny va anunciar la finalització de Kàtia Kabànova, que va ser sol·licitada per Neumann per a l'estrena a Brno, però que també es va comprometre a representar-la a Praga, on el compositor es va desplaçar per preparar-la.
Kàtia Kabànova també és una manifestació del seu amor per Rússia. El compositor va viatjar a Rússia i Polònia durant l'any 1900. Aquest va ser el segon viatge que va fer a Rússia i va ser finançat per la Societat de les Arts de Brno, de la qual Janáček era membre. Durant el seu viatge, va assistir al Festival Musical Panrus a Moscou i va conèixer el compositor rus Serguei Tanéiev. També va visitar altres ciutats russes, com ara Sant Petersburg i Kíev. Després va continuar el seu viatge a Polònia, on va visitar Varsòvia, Cracòvia i altres ciutats. Janáček se sentia el capdavanter d'una espècie de nacionalisme paneslavista, potser com a resposta a l'orientació alemanya de la burgesia de Brno. Parlava un rus perfecte, als seus fills els va posar noms russos, va viatjar en diverses ocasions a la Rússia tsarista i va fundar a Brno un Cercle rus que va estar actiu fins a la Primera Guerra Mundial. A part d'Ostrovski, la música i l'estil de Janáček va ser influït per les novel·les i els personatges de diversos escriptors russos, entre ells Tolstoi, Gogol, Dostoievski, Turguénev i Txékhov. Aquest amor per Rússia també es plasmaran en partitures com Taras Bulba (la rapsòdia basada en Gogol), el Quartet de corda núm. 1 Sonata a Kreutzer, basat en el relat de Tolstoi i la seva darrera peça lírica, De la casa dels morts (basada en text de Dostoievski); fins i tot se sap que va planificar òperes inspirades en pàgines de Tolstoi, entre elles Anna Karenina, la trama de la qual té punts en comú amb Kàtia Kabànova.

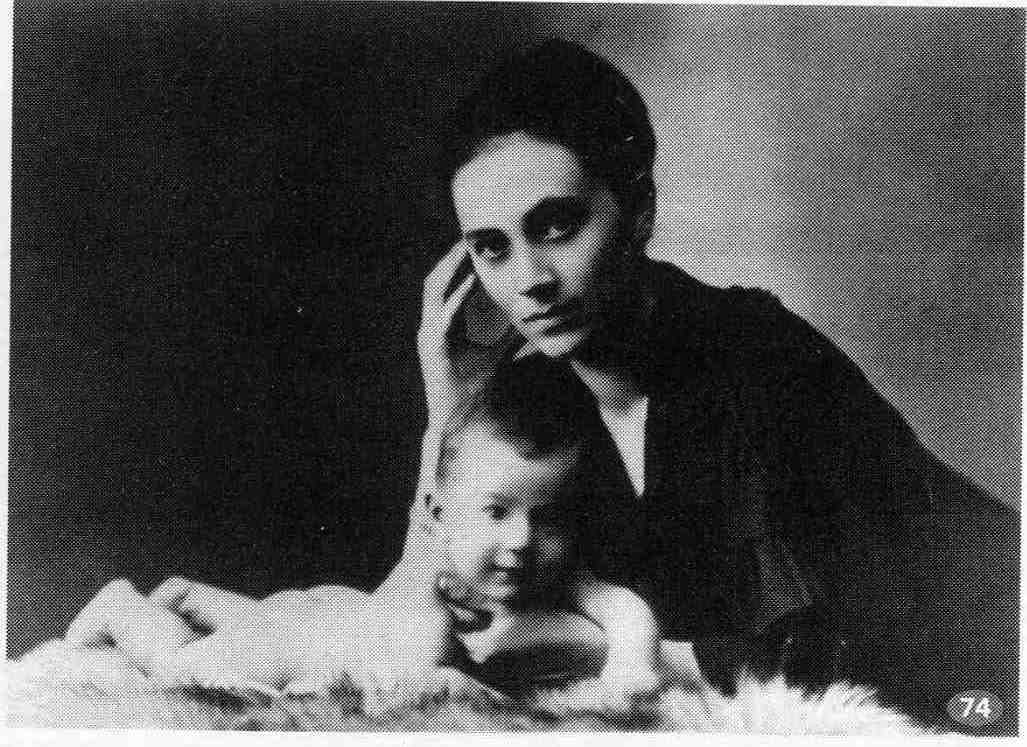
Kamila Stösslová amb el seu fill el 1917

«He començat a compondre una nova òpera. La protagonista és una dona, de caràcter molt lleu. Seria suficient una ràfega de vent per endur-se-la, per no parlar de la tempesta que s'aboca sobre ella». Janáček va escriure aquestes paraules a Kamila Stösslová el 9 de gener de 1920. Quinze mesos més tard, el 6 de març de 1921, li va tornar a escriure: «... després d'un treball inusualment dur, he acabat la meva darrera òpera. No sé si anomenar-la La tempesta o Katěrina. En contra del títol La tempesta hi hauria l'argument que ja existeix una altra òpera amb aquest nom; en contra de Katěrina, que només escric òperes femenines: Jenůfa-Katěrina. El millor seria posar tres asteriscs en comptes d'un títol...». Al final, Janáček va triar el nom de l'heroïna com a títol, tot i que es va inclinar pel diminutiu Káta. Aquest tema el va deixar de preocupar i va escriure les seves dues òperes següents al voltant d'un personatge femení. Totes tres reflectien els aspectes canviants del seu amor per Kamila Stösslová, des de la il·lusió en Káta (la dona casada que té una aventura en absència del seu marit) o La guineuta astuta (retratada com una dona contenta, amb recursos i que, finalment, se sacrifica a si mateixa com a mare i dona) fins a la renúncia a El cas Makropoulos (en què el personatge central és una dona glamurosa i captivadora de 300 anys però que és freda com el gel).
Leoš Janáček va conèixer Kamila Stösslová per primera vegada al balneari de Luhačovice l'estiu del 1917. El compositor, que tenia 63 anys en aquell moment, hi va anar per tractar una malaltia renal crònica. Janáček va veure Stösslová en un restaurant del balneari i va quedar captivat per la seva aparença. Tots dos estaven casats, Kamila amb dos fills i Janáček n'havia tingut dos que havien mort joves. Van coincidir en altres ocasions durant l'estada. No va ser fins un any després, el 1918, que Janáček i Stösslová van començar una correspondència, sobretot el músic, que es va estendre durant els següents 11 anys, fins a la mort d'aquest el 1928. La relació va ser intensa i passional, tot i que mai van tenir una relació física. En canvi, van mantenir una relació epistolar que va ser crucial per a la creativitat de Janáček en la seva darrera etapa com a compositor. Totes les seves òperes posteriors, fins i tot la masculina De la casa dels morts, contenen retrats d'ella; el Segon Quartet de corda Cartes íntimes (la seva darrera obra de cambra, escrita uns mesos abans de la seva mort) s'havia d'anomenar originalment Cartes d'amor a Kamila.

## Representacions
Com la majoria de les seves òperes, es va produir per primera vegada a Brno, el 23 de novembre de 1921, sota la direcció de František Neumann. Segons el crític i director Jaroslav Vogel, al principi va ser rebuda amb fredor, però després de diverses actuacions, el públic es va fer més i més entusiasta. Max Brod, molt més afí a Janáček, va escriure que «l'èxit no va tenir precedents. Després del primer acte, el públic no es va limitar a recordar els artistes més de deu vegades a l'escenari sinó que va començar a cridar «L'autor! L'autor!» de forma constant i sorollosa cada vegada que es tornava a obrir la cortina. Janáček finalment va aparèixer amb el somriure amable i tendre en la seva cara gran i suau. Quan es va inclinar, els seus llavis es movien, semblava murmurar paraules inaudibles. Va ser sorprenentment commovedor veure a aquest vell, tan fort i tan ple de joventut, en un escenari que encara s'estremia dels màgics sons de la seva passió. Això es va repetir després de cada acte amb intensitat creixent. Es diu que l'entusiasme del públic a Brno és en general menor que al de Praga. Doncs bé, en aquesta ocasió, la calor de Brno igualava a la de Praga».
La soprano Marie Calma-Veselá va ser aclamada per la crítica per la seva interpretació del paper de Kàtia, que requeria habilitat vocal i actoral. Janáček ja havia conegut la cantant a Luhačovice, on organitzava la vida cultural i havia ajudat en l'estrena de Jenůfa a Praga.
La primera representació de Kàtia Kabànova a Praga, el 30 de novembre de 1922, sota la direcció d'Otakar Ostrčil, va deixar Janáček insatisfet amb el rendiment dels cantants, en particular Kamila Ungrová i la resta del repartiment, atribuint les seves limitacions a la seva formació i a l'obsoleta formació acadèmica.
Després de la seva publicació per Universal Edition, l'òpera va viatjar molt per Alemanya i Àustria; la primera actuació en alemany va ser pocs dies després de l'estrena a Praga, el 8 de desembre de 1922, a Colònia i dirigida per Klemperer.
L'èxit va ser immens, però els crítics van assenyalar que l'òpera no tenia una història que fluís en cada moment. El 1927 Janáček va decidir canviar la partitura per resoldre les connexions d'escenes individuals en el primer i segon acte. Va afegir breus interludis en ambdós actes que afavorien reconstruir l'escena sense interrompre el flux musical i, d'aquesta manera, acoblar les escenes individuals. Aquesta revisió va fer que l'òpera fos més coherent i intensa emocionalment, i va contribuir a la seva popularitat continuada entre el públic i els intèrprets d'òpera.

## Argument

### Acte I
En un jardí prop de la casa dels Kabanov. Tichon, el marit de Kàtia, està fora en un viatge de negocis, i la seva mare, Kabanicha, és la màxima autoritat a la casa. Kàtia es mostra nerviosa i insegura en la seva presència, i li expressa la seva por i preocupació pel seu marit.
Kàtia també té un encontre furtiu amb Boris, el nebot d'un comerciant que acaba d'arribar a la ciutat. Entre ells hi ha una forta atracció, i Kàtia comença a somiar amb un futur diferent i més emocionant. A més, apareixen altres personatges secundaris, com Kudrjaš, un comerciant local, i Varvara, una amiga de Kàtia que la protegeix i li dona consell.

### Acte II
A la casa dels Kabanov, on Tichon ha tornat de viatge. La seva mare exerceix un fort control sobre ell i li diu que la seva esposa és poc fiable i no mereix la seva confiança. Tichon, per la seva banda, és benintencionat però dèbil i no és capaç de protegir la seva dona dels atacs de la seva mare.
Kàtia està cada vegada més desesperada i angoixada, i la seva relació amb Boris s'intensifica. Kabanicha, però, sospita que hi ha alguna cosa entre ells i comença a investigar. Varvara intenta ajudar Kàtia a escapar, però Kabanicha descobreix el seu pla i la seva crueltat i manipulació porten a una gran tragèdia.

### Acte III
En un lloc prop del riu Volga, on Kàtia i Boris s'han trobat per escapar de la ciutat. Kabanicha, però, els ha seguit i els ha descobert. Boris intenta persuadir Kàtia perquè es vagi amb ell, però ella es nega a deixar el seu marit i afronta la seva culpa i dolor.
A mesura que la pressió social i la culpa s'acumulen, Kàtia esclata en una crisi nerviosa i decideix suïcidar-se al riu Volga. L'òpera acaba amb Tichon lamentant la mort de la seva esposa i Boris deixant la ciutat, mentre Kabanicha continua amb el seu control i la seva tirania.

## Anàlisi musical
El llenguatge musical de Janáček a Kàtia Kabànova és modern i innovador, amb una forta influència del folklore eslau i una utilització única de l'harmonia i la forma. La seva música és melòdica i rítmica, amb una gran varietat de textures i colors sonors, i utilitza el leitmotiv per desenvolupar els personatges i les emocions que ells experimenten. Janáček també fa servir un munt de recursos musicals per reflectir l'atmosfera psicològica de l'obra, com ara les dissonàncies i els canvis bruscos de dinàmica.
Els temes musicals reflecteixen els aspectes centrals de l'obra, com ara la repressió, la culpa, la passió i la tragèdia. La música dels personatges principals està teixida amb motius musicals que els identifiquen i els fan inoblidables. Per exemple, la música de Kàtia és dolça i emotiva, mentre que la música de Kabanicha és malenconiosa i irada. Boris, per la seva banda, està associat amb un motiu musical que suggereix la seva impetuositat i passió.
Kàtia Kabànova té una estructura musical molt ben definida, amb una successió d'escenes i àries que segueixen una narrativa coherent. Les escenes més dramàtiques estan escrites en un estil més intens i emocionant, mentre que les escenes més reflexives són més suaus i introspectives. Això ajuda a crear un contrast dramàtic que fa que la música sigui més vívidament expressiva.
Janáček fa servir una gran varietat d'instruments en aquesta òpera, com ara corda, vent i percussió, per crear diferents colors i textures sonores. Les seccions de corda són especialment importants, ja que aporten una base harmònica rica i emotiva. Els solistes de vent i percussió també tenen papers destacats, com ara el clarinet de Boris o el tambor militar que apareix durant el segon acte.

## Enregistraments
- Jaroslav Krombholc (director): Drahomíra Tikalová, Ludmila Komancová, Beno Blachut, Viktor Kočí, Zdeněk Kroupa; Orquestra i Cor del Teatre Nacional de Praga; Supraphon 10 8016-2 612
- Charles Mackerras: Elisabeth Söderström, Petr Dvorský, Dalibor Jedlička, Nadĕžda Kniplová; Vladimír Krejčík, Zdenĕk Švhla, Libuše Márová, Jaroslav Souček, Jitka Pavlová, Gertrude Jahn, Adolf Tomachek, Hedwig Dreschler; Orquestra Filharmònica de Viena; Cor de l'Òpera de l'Estat de Viena; Decca Classics 421 85-2 (reedició CD)
- Charles Mackerras: Gabriela Beňačková, Dagmar Pecková, Erika Bauerová, Dana Burešová, Eva Randová, Miroslav Kopp, Jozef Kundlák, Peter Straka, Zdeněk Harvánek; Filharmònica Txeca; Cor del Teatre Nacional de Praga; Supraphon SU 3291-2 632[16]